# Іспанська література
Іспанська література (ісп. Literatura española) — це література, створена іспанською мовою, її видозмінами та діалектами на території нинішньої Іспанії.
Деякі науковці поширюють це означення на літератури тих народів, що становлять національні меншини в Іспанії, — баскійську, каталонську та галісійську. Це, зокрема, Захар Плавскін, Абрам Штейн і Олена Алексеєнко.
Крім того, до іспанської літератури можна більш чи менш правомірно зарахувати твори середньовічних авторів — жителів території, що відповідає нинішній Іспанії, написані латиною, ладіно, гебрейською і арабською мовами. Як і література кожної іспаномовної країни, іспанська становить частину іспаномовної літератури.

## Історія іспанської літератури

### Середньовіччя

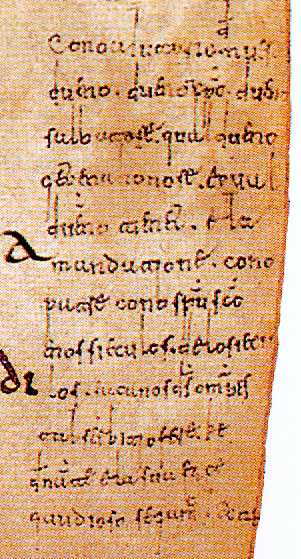
Берег 72-ї сторінки Еміліанського кодексу з найдовшою глосою.

Попередницею письмової іспанської літератури стала усна народна творчість романськими мовами в епічному та ліричному жанрах, а також письмова творчість авторів, що писали латиною.
До 1950-х років панувала думка, що початком іспанського красного письменства слід вважати епічну «Пісню про мого Сіда» (XII століття), яку розвивали й поширювали — переважно в усній формі — хуґлари. 1948 року цю думку підважив угорський дослідник Самуель Міклош Штерн, знайшовши в Каїрі манускрипти XI століття, виконані способом альхам'ядо (він полягає в транскрипції романського тексту арабським шрифтом). Це тексти ха́рчів — ліричних віршів. Нині вважається, що вони написані не по-кастильському, а по-мосарабському.
- Еміліанські глоси

Еміліанські глоси — це позначки на берегах і між рядків латинського кодексу (Aemilianensis 60) IX—X століть, створеного в монастирі Сан-Мільян-де-Сусо. Всього цих написаних кількома мовами глос понад тисячу, із яких сто зроблено однією з іберо-романських мов, яку різні мовознавці розглядають як наваррсько-арагонську або староіспанську. Вони вважалися першими записами староіспанською, однак у 2010 році Королівська академія іспанської мови оголосила про те, що у вальпуестських картуляріях фігурують ще давніші іспаномовні записи, датовані IX століттям.
Мета багатьох позначок полягає в тлумаченні самого тексту в документі. На 72-й сторінці кодексу є найдовша глоса — молитовне звернення до Христа, подяка за честь сповнити службу. Тобто, ймовірно, написати або ж переписати Еміліанський кодекс:
| Наварро-арагонською мовою | Кастильською мовою | Українською мовою |
| --- | --- | --- |
| Con o aiutorio de nuestro dueno Christo, dueno salbatore, qual dueno get ena honore et qual duenno tienet ela mandatione con patre con o spiritu sancto en os sieculos de lo sieculos. Facanos Deus Omnipotes tal serbitio fere ke denante ela sua face gaudioso segamus. Amen. | Con la ayuda de nuestro Señor Don Cristo, Don Salvador, Señor que está en el honor y Señor que tiene el mandato con el Padre con el Espíritu Santo en los siglos de los siglos. Háganos Dios omnipotente hacer tal servicio que delante de su faz gozosos seamos. Amén. | З поміччю нашого Бога, Христа Спасителя, Господа і Вседержителя, разом із Отцем і Святим Духом усім нам Повелителя, якого шануєм вовіки-віків. Всевишній звелів Цюю службу звершити, І перед ликом Його Ми раді служити. Амінь. |

- Ха́рчі (XI століття)

Це короткі ліричні вірші, переважно любовні, складені народною арабською або мосарабською мовою, якою послуговувалися християни, що проживали в Андалузії. Ось одна з харч:
Vayse meu corachón de mib.
Ya Rab, ¿si me tornarád?
¡Tan mal meu doler li-l-habib!   
'Enfermo yed, ¿cuánd sanarád?         
Vase mi corazón de mí.
Oh Dios, ¿se me tornará?
¡Tan mal mi dolor por el amado!
Enfermo está, ¿cuándo sanará?
Cronológicamente el primero en surgir es el Mester de Juglaría, formado por cantares de gesta que imitan las chansons francesas al principio y luego reaccionan con una temática nacional bien diferenciada agrupándose en varios ciclos, de los cuales los más importantes son los relativos a El Cid, a los Siete infantes de Lara y el relativo a Bernardo del Carpio. Frente a la épica francesa, la épica española posee unos rasgos diferenciales muy acusados:
Mayor realismo, frente a los elementos sobrenaturales y fantásticos que aparecen en la épica francesa.
Mayor vitalidad: los argumentos e historias medievales de la épica española pervivirán luego en el teatro clásico del Siglo de Oro y en el Romancero viejo y nuevo hasta la actualidad en forma oral o incluso escrita.
Utiliza una rima más fácil y libre, la asonante, frente a la épica francesa, escrita en rima consonante.
El verso de la épica española es anisosilábico (irregular, de distinta medida, con predominio del alejandrino o de 14 sílabas con pausa versal o cesura casi siempre tras la séptima sílaba), mientras que el de la épica francesa es regular, isosilábico.
En este mester podríamos agrupar también la literatura oral tradicional de las jarchas en lengua mozárabe, de las cantigas de amigo en gallego portugués y la literatura trovadoresca que, en lengua provenzal, empiezan a escribir algunos trovadores catalanes. En cuanto a lírica castellana en este siglo apenas nada se ha conservado, salvo algunos restos de villancicos.
Según Ramón Menéndez Pidal el Cantar de Mio Çid fue compuesto alrededor del año 1145, cuarenta y seis años después de la muerte del Cid; Antonio Ubieto Arteta, sin embargo, ha corregido esa hipótesis inicial y ha fechado la composición de la obra alrededor del año 1207. Se ignora el autor, aunque debía poseer algunos conocimientos jurídicos y quizá se hallaba relacionado con el culto sepulcral establecido en torno al sepulcro del Cid en el monasterio de San Pedro de Cardeña; Menéndez Pidal piensa, a causa de la distribución de los topónimos que se encuentran en el Cantar, que pudieron ser dos autores relacionados con San Esteban de Gormaz y Medinaceli; el manuscrito fue copiado por un tal Per Abbat, Pedro Abad.
Mester de Juglaría
Cantar de Mío Cid, de autor desconocido, aunque el manuscrito está firmado por Per Abbat (Pedro Abad)
Auto de los Reyes Magos
Siglo XIII